# Les Innocentes
Pour les articles homonymes, voir Les Innocents et Agnus Dei (homonymie).
Pour plus de détails, voir Fiche technique et Distribution.
Les Innocentes est un film dramatique franco-polonais coproduit, coécrit et réalisé par Anne Fontaine, sorti en 2016.

## Synopsis
En Pologne, en 1945, Mathilde Beaulieu, jeune médecin de la Croix-Rouge française, cantonnée dans un village proche, est appelée au secours par une jeune religieuse dans un couvent de bénédictines : l'une des religieuses va accoucher. Neuf mois avant, des soldats soviétiques ont envahi le couvent et violé les religieuses pendant deux jours. Sept sont enceintes et sur le point d'accoucher. La jeune interne doit pratiquer une césarienne en urgence. La Mère supérieure se charge de confier l'enfant à une famille du village, nul ne doit savoir.
Mathilde va devoir revenir plusieurs fois pour aider ces jeunes femmes, certaines dans le déni, d'autres dans le rejet, d'autres encore découvrant la maternité. Fille d'ouvriers communistes, Mathilde apprend à connaître et aimer ce monde où la foi est une lutte. Elle se lie avec les religieuses, dont Maria, pour qui « la foi, c'est vingt-quatre heures de doutes et une minute d'espérance ». Maria va découvrir avec horreur que la Mère supérieure a abandonné deux nouveau-nés à « la Providence », au pied d'une croix et va chercher comment sauver les autres.
Mathilde n'hésite pas à se mettre en danger en se rendant seule au couvent, elle approche l'horreur vécue par ces religieuses quand elle rencontre, en pleine nuit, un groupe de soldats soviétiques ivres qui tentent de la violer, mais elle est sauvée in extremis par l'intervention de leur officier. Elle se lie avec le jeune médecin juif qu'elle assiste, Samuel, dont la famille est morte à Bergen-Belsen et qu'elle va devoir mettre dans le secret, ne pouvant faire face seule aux accouchements. Un peu de joie et d'espoir sortira de cette horreur grâce à Mathilde, Samuel et Maria.

## Fiche technique
- Titre original : Les Innocentes
- Réalisation : Anne Fontaine[1]
- Scénario : Sabrina B. Karine, Alice Vial, Pascal Bonitzer et Anne Fontaine, à partir d'un sujet de Philippe Maynial
- Décors : Anna Pabisiak
- Costumes : Weronika Orlińska & Justyna Stolarz
- Photographie & consultante artistique : Caroline Champetier
- Montage : Annette Dutertre
- Musique : Grégoire Hetzel. Avec des musiques additionnelles : plusieurs pièces grégoriennes (par exemple Vox clamantis), des musiques populaires polonaises, et des extraits d'œuvres de Frédéric Chopin, Georges Frédéric Haendel, Gioachino Rossini, etc.
- Production : Éric et Nicolas Altmayer et Philippe Carcassonne
- Sociétés de production : Aeroplan Film, France 2 Cinéma, Mandarin Cinéma, Mars Films et Scope Pictures, en association avec les SOFICA Cinémage 9 et Cofinova 11
- Sociétés de distribution : Film Distribution
- Budget : 6 000 000 euros
- Pays de production :  France,  Pologne
- Langue : français, polonais
- Format : couleur — 2,35:1 — son Dolby numérique
- Genre : drame
- Durée : 115 minutes
- Dates de sortie :
  - États-Unis : 26 janvier 2016 (festival du film de Sundance)
  - France : 10 février 2016

## Distribution
Sauf indication contraire, les informations mentionnées dans cette section peuvent être confirmées par la base de données cinématographiques IMDb,  présente dans la section « Liens externes ».
- Lou de Laâge : Mathilde Beaulieu
- Agata Buzek : Maria
- Agata Kulesza : la mère abbesse
- Vincent Macaigne : Samuel
- Joanna Kulig : Irena
- Eliza Rycembel : Teresa
- Katarzyna Dąbrowska : Anna
- Anna Próchniak : Zofia
- Helena Sujecka : Ludwika
- Mira Maluszinska : Bibiana
- Dorota Kuduk : Wanda
- Klara Bielawka : Joanna
- Pascal Elso : le colonel
- Thomas Coumans : Gaspard
- Leon Latan-Paszek : Wladek
- Joanna Fertacz : la tante de Zofia
- Zacharjasz Muszynski : caporal russe
- Mariusz Jakus : officier russe
- Marta Mazurek : une sœur

## Musique
- On the Nature of Daylight par Max Richter de 2004.

## Autour du film
- Le scénario est tiré du récit authentique de Madeleine Pauliac, résistante et médecin-chef à l'Hôpital français de Varsovie : « La jeune médecin française de la Croix-Rouge qui a découvert l’état de ce couvent a laissé un journal intime, et c’est par son neveu, qui habite la France, Philippe Maynial, que l’on a eu connaissance de ces faits », a révélé Anne Fontaine[2]. Madeleine Pauliac est décédée l'année suivante dans un accident d'automobile, à 33 ans, et le film est dédié à sa mémoire.
- Pour préparer le film, la réalisatrice, croyante mais non pratiquante, dont certaines tantes sont entrées dans les ordres, a effectué deux retraites dans des couvents de bénédictines[2].
- Le film est vendu dans une vingtaine de pays (sous le titre Agnus Dei) au moment de sa sortie en France[3].
- Caroline Champetier, directrice de la photographie sur le film, avait déjà travaillé sur un film portant sur le monde religieux avec Des hommes et des dieux (2010), de Xavier Beauvois.

## Box office
| Pays ou région    | Box-office        | Date d'arrêt du box-office | Nombre de semaines |
| ----------------- | ----------------- | -------------------------- | ------------------ |
| France            | 702 040 entrées   |                            | 10                 |
| Pologne           | 79 500 entrées    |                            |                    |
| Italie            | 72 213 entrées    |                            |                    |
| Espagne           | 39 654 entrées    |                            |                    |
| Belgique          | 30 087 entrées    |                            |                    |
| Monde hors France | 675 229 entrées   |                            | 10                 |
| Total mondial     | 1 377 269 entrées | -                          | -                  |

## Nominations
- Le film est nommé quatre fois pour les César 2017 dans les catégories : meilleur film, meilleure réalisation, meilleure photographie et meilleur scénario original[6].